# Saccamminidinae
Saccamminidinae es una subfamilia de foraminíferos bentónicos de la familia Polysaccamminidae, de la superfamilia Psammosphaeroidea, del Suborden Saccamminina y del orden Astrorhizida. Su rango cronoestratigráfico abarca el Pennsylvaniense superior (Carbonífero superior).

## Discusión
Clasificaciones previas hubiesen incluido Saccamminidinae en la superfamilia Astrorhizoidea, así como en el suborden Textulariina del orden Textulariida.

## Clasificación
Saccamminidinae incluye al siguiente género:
- Saccamminis †